# Brunnenholzried
Das Gebiet Brunnenholzried ist ein mit Verordnung vom 4. Dezember 2003 ausgewiesenes Naturschutzgebiet und ein Bannwald im Süden des deutschen Bundeslandes Baden-Württemberg. Bereits am 1. Januar 1924 war der Bannwald erstmals unter Schutz gestellt worden. Die Flächen beider Schutzgebiete sind identisch.

## Definition
In Baden-Württemberg sind Bannwälder Totalreservate, in denen jegliche Nutzung per Rechtsverordnung verboten ist. In anderen Ländern Deutschlands sind die Totalreservate unter dem Namen Naturwaldreservat, Naturwaldparzelle, Naturwaldzelle oder Naturwald bekannt. Bannwälder dienen der wissenschaftlichen Erforschung natürlicher Abläufe in Wäldern. Durch ihren Reichtum an Struktur und abgestorbenem Holz sind Bannwälder Rückzugsgebiete für viele bedrohte Tier-, Pflanzen- und Pilzarten.

## Lage
Die etwa 164 Hektar großen, zum Naturraum Oberschwäbisches Hügelland gehörende Schutzgebiete liegen rund drei Kilometer nordwestlich der Bad Waldseer Stadtmitte und etwa anderthalb Kilometer südlich von Michelwinnaden.

## Schutzzweck
Wesentlicher Schutzzweck ist es, die unbeeinflusste Entwicklung des teilweise entwässerten Hochmoores und seiner Randzonen mit den typischen Tier- und Pflanzenarten zu sichern sowie die wissenschaftliche Beobachtung der Entwicklung zu gewährleisten.
Dies beinhaltet den Schutz der Lebensräume und -gemeinschaften, die sich im Gebiet befinden, sich im Verlauf der eigendynamischen Entwicklung des Waldbestandes innerhalb des Schutzgebietes ändern oder durch die eigendynamische Entwicklung entstehen. Dabei gilt den Moorwäldern und Hochmoorrelikten besondere Bedeutung.

## Betreuung
Wissenschaftlich betreut wird der Bannwald Brunnenholzried durch die Forstliche Versuchs- und Forschungsanstalt Baden-Württemberg (FVA), die bei ihrer Arbeit naturschutzfachliche Belange mit der Bezirksstelle für Naturschutz und Landschaftspflege Tübingen abstimmt.